# Mi smo se voljeli
"Mi smo se voljeli" naziv je trećeg studijskog albuma Miše Kovača izdan 1974. godine.

## Popis pjesama
1. "Mi smo se voljeli"
2. "Posljednje kiše"
3. "Ne traži drugu ljubav"
4. "Zapisi jeseni"
5. "Ja želim mir"
6. "I dođe dan" (Đorđe Novković – Maja Perfiljeva)
7. "Balada o vremenu"
8. "Otvori srce"
9. "Pjeni se more"
10. "Sve što traje"

## Vanjske poveznice
- Mi smo se voljeli